# Nathaniel Butler
Pour les articles homonymes, voir Butler.
Nathaniel Butler (né v. 1577, mort après 1639) est un marin et corsaire anglais, gouverneur des Bermudes dans les années 1620 et de l'île de la Providence entre 1638 et 1640.

## Biographie
Corsaire, Butler fut gouverneur des Bermudes où il a bâti la plupart des forteresses le long de la côte. Il est aussi considéré comme le pionnier de la culture de la pomme de terre en Amérique du Nord, qu'il a introduite en 1621 à Jamestown en Virginie.
Après avoir commencé sa carrière de marin au service du Comte de Warwick il travaille pour une filiale de Compagnie de Virginie avant d'être victime d'un naufrage qui l'amène à entreprendre la construction du Fort Southampton sur les Bermudes en 1624. Dans les années 1639 à 1640, il est l'un des flibustiers qui contrôlent la compagnie des îles de la Providence, où se sont exilés les minorités religieuses connues sous le nom de puritains, qui ont également fui dans l'archipel des Bahamas à la même époque et qui avaient débarqué près de Boston à bord du Mayflower en 1627.